# Oiden (Linz)
Oiden ist eine Ortslage im Linzer Feld in Oberösterreich. Die ehemalige Konskriptionortschaft gehört zum Stadtteil Pichling der Stadt Linz.

## Lage
Oiden liegt im Norden der Katastralgemeinde Pichling und ist heute gänzlich in diesem mit Posch und Traundorf verwachsenen Ort aufgegangen. Das Zentrum von Oiden befand sich früher im Bereich des heutigen Kirchenwirts, dem Brenneishaus. 
Als hier im Linzerfeld noch kleine Dörfer lagen, lag Oiden zwischen Anger direkt südöstlich und Traundorf im Norden.

## Geschichte
Während Oiden im Steyregger Urbar 1471 noch nicht genannt wurde, kam die Ortschaft ab 1630 in den Matriken unter dem Namen Oiden, Oeden, Oign, Oyn, Roiden und Roign vor. Bei der Konskription der Ortschaft 1771 wurden die Gebäude von Oiden im Zuge der Reorganisation des Militär-Rekrutierungswesens durchnummeriert, wobei Oiden zu dieser Zeit acht Häuser aufwies. Da das Vogelfangerhaus bereits geteilt war, die beiden Teile jedoch bis 1900 die Hausnummern 1a beziehungsweise 1b trugen, bestanden in Wirklichkeit 9 Häuser. Anlässlich der Volkszählung wurde das Gebäude Oiden 8 mit dem Bäckerhäusl der Ortschaft Au zugewiesen und das 1898 errichtete Haus Oiden 13 Traundorf zugeschlagen. Damit wies Oiden 1911 dreizehn Häuser auf, wobei ein Haus unbewohnt war. Die Bewohner waren großteils Bauern, deren Gründe nördlich bis an die Knollgutstraße reichten. Durch den Bau der Westbahnstrecke wurden die Gründe 1885 im Süden beschnitten. 
1940 hatte sich der Hausbestand von Oiden gegenüber dem frühen 20. Jahrhundert kaum verändert. Erst in den 1950er Jahren wuchs die Bevölkerung stark an. In dieser Zeit entstanden Einfamilienhaus-Siedlungen im Bereich der Oidenstraße sowie am Salamander-, Storchen- und Starenweg. Nach der Parzellierung des Hießenfeldes im Bereich zwischen der Rathfeldstraße und der Westbahn kam es zu einem neuerlichen Bauboom. Auf den ehemaligen Bernhardgründen entstanden Anfang des 21. Jahrhunderts Reihenhäuser. Oiden besitzt auf Grund parteipolitischer Querelen kein Ortszentrum, der Ortsname Oiden ist heute nur noch wegen des gleichnamigen Straßenverlaufs geläufig.